# Jazeneuil
Jazeneuil – miejscowość i gmina we Francji, w regionie Nowa Akwitania, w departamencie Vienne.
Według danych na rok 1990 gminę zamieszkiwały 694 osoby, a gęstość zaludnienia wynosiła 22 osoby/km² (wśród 1467 gmin regionu Poitou-Charentes, Jazeneuil plasuje się na 437. miejscu pod względem liczby ludności, natomiast pod względem powierzchni na miejscu 148.).